# Punta Roquedal
La Punta Roquedal (en inglés: Chinstrap Point) es una punta que marca el extremo austral de la isla Vindicación del archipiélago Candelaria en las islas Sandwich del Sur. Se ubica en el sudeste de la isla, frente al canal Nelson y el fondeadero Hércules. Al sudoeste se halla la roca Castor y la roca Pólux.

## Toponimia
La punta fue cartografiada y nombrada por el personal del buque británico RRS Discovery II de Investigaciones Discovery en 1930. Su primer nombre en inglés fue Rocky Point, siendo luego traducida al castellano. Para evitar duplicaciones, en 1971, el Comité de Topónimos Antárticos del Reino Unido renombró la punta en inglés como Chinstrap debido a que es el lugar de una gran colonia de pingüinos barbijo (chinstrap penguin en inglés).
La isla nunca fue habitada ni ocupada, y es reclamada por el Reino Unido como parte del territorio británico de ultramar de las Islas Georgias del Sur y Sandwich del Sur y por la República Argentina, que la hace parte del departamento Islas del Atlántico Sur dentro de la provincia de Tierra del Fuego, Antártida e Islas del Atlántico Sur.